# Apantesis phaleratula
Apantesis phaleratula là một loài bướm đêm thuộc phân họ Arctiinae, họ Erebidae.